# Marrawah
Marrawah ist ein kleiner Ort im Bundesstaat Tasmanien, der größten Insel Australiens.
Es ist die westlichste Siedlung Tasmaniens und ist über die Bass Highway erreichbar.  Marrawah liegt am westlichen Ende der Insel und ist etwa 490 Kilometer von Hobart entfernt.
In der Umgebung des Ortes wird Rinder- und Milchviehhaltung betrieben und der Tourismus spielt ein nicht unerhebliche Rolle. Für Touristen ist es ein Ort zum Reiten, Wellenreiten und Angeln sowie auch zum Off-Roadfahren mit allradangetriebenen Fahrzeugen. Im Ort gibt es Ferienhäuser zum Mieten und ein Pub, in dem es Steaks und die großen Abalone-Schnecken aus dem Meer, eine lokale Spezialität zum Essen gibt.
Ein großflächiges Heiligtum der Aborigines befindet sich 8 Kilometer südlich der Mündung des Arthur River auf einer Erhebung, dem Mount Cameron, der über und über mit in Stein eingeschlagenen Kreislinien und Zeichen bedeckt ist.
Die Küstenlinie ist stark zerklüftet.